# تلفزيون طاجيكستان
تلفزيون طاجيكستان (سابقا القناة الأولى) هي المذيع الوطني لدولة طاجيكستان في آسيا الوسطى، مقرها في العاصمة دوشنبه. بدأ البث في 3 أكتوبر 1959.

## تاريخ
تأسس التلفزيون الطاجيكي في عام 1959. أول برنامج بثته المحطة ثم بث في 3 أكتوبر 1959. تألف البرنامج الأول من نشرة إخبارية ثنائية اللغة طاجيكية / روسية تبعها فيلم نور في الجبال. أولى الكلمات قالها رأفت عبد السلاموف.
بدأ البث على مدار 24 ساعة في عام 2012. يتكون معظم جدول القناة من محتوى محلي. يتم بث المحتوى الخارجي (خاصة الأفلام الأجنبية) باللغة الروسية.
في يونيو 2016، اعتمد الاسم الحالي للقناة.
في الأول من نيسان 2022، أُعلن عن إطلاقه بجودة إتش دي، وبثّ برامج من بينها أفلام ومسلسلات وبرامج متنوعة، تُذاع على القمر العراقي شباب سات على DMN.

## البث
يبث في جميع أنحاء أراضي طاجيكستان على الموجات المترية. في البلدان الأخرى، يمكن الوصول إلى القناة التلفزيونية من خلال تلفزيون الكابل والإنترنت. القناة مملوكة لحكومة جمهورية طاجيكستان وللمؤسسة الحكومية تلفزيون طاجيكستان.

## وصلات خارجية
- الموقع الرسمي